# Obróbka cieplna metali

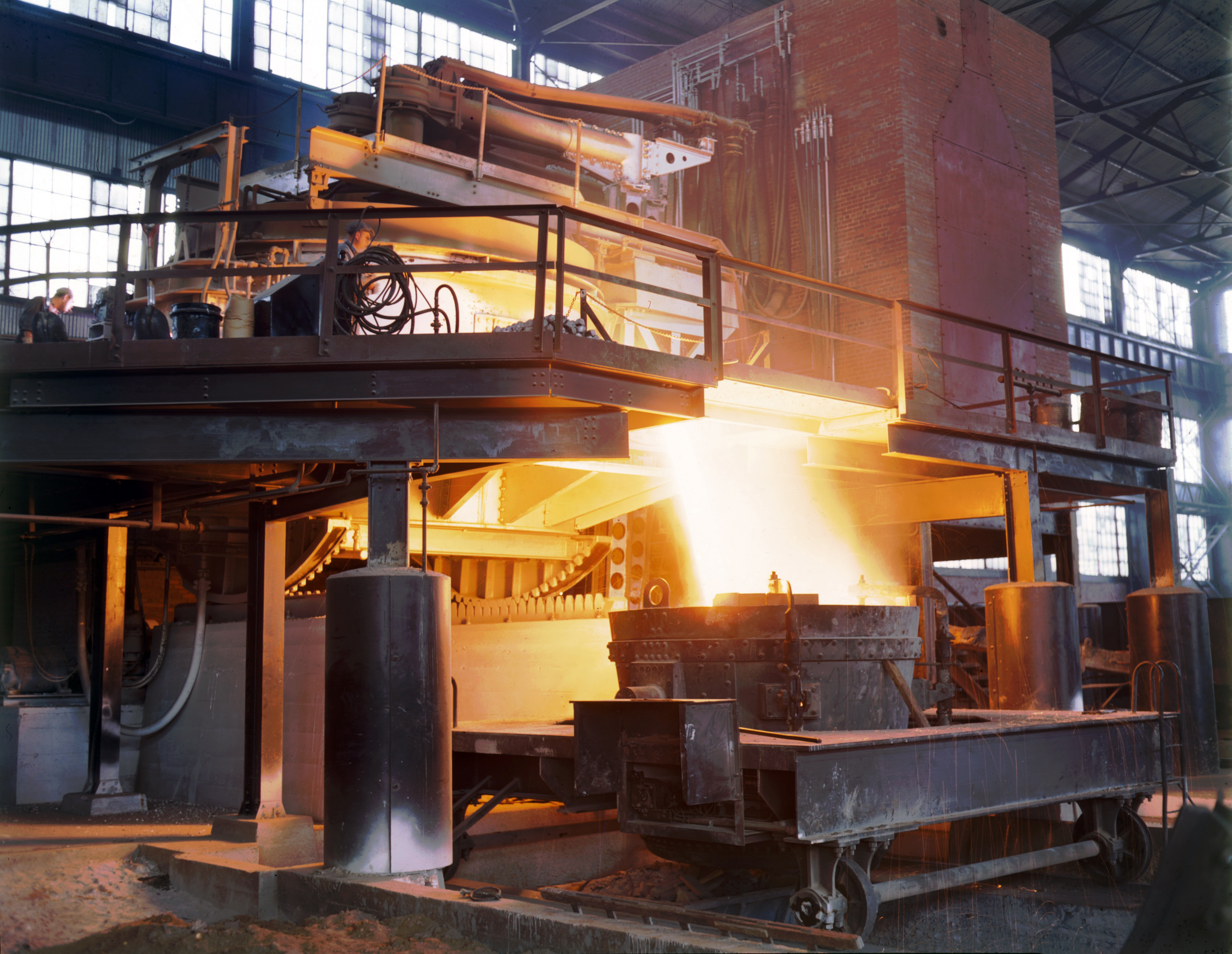
Obróbka cieplna rudy żelaza - płynna surówka w trakcie spuszczania z pieca, ok. 1941

Obróbka cieplna – zbiorcza nazwa procesów technologicznych przeprowadzanych na materiałach metalowych, polegających na odpowiednim nagrzewaniu, wygrzewaniu i chłodzeniu do zadanych temperatur i z określoną szybkością, powodujące zmiany własności stopu w stanie stałym. Celem stosowania operacji i zabiegów obróbki cieplnej jest np. zmiana własności mechanicznych i plastycznych poprzez zmianę struktury. Operacje te przeprowadzać można w połączeniu z obróbką mechaniczną lub chemiczną.

## Podział obróbki cieplnej
Obróbkę cieplną dzieli się następująco:
- Obróbka cieplna zwykła
  - wyżarzanie
  - hartowanie i odpuszczanie (ulepszanie cieplne, utwardzanie cieplne)
  - przesycanie i starzenie (utwardzanie wydzieleniowe)

- Obróbka cieplno-plastyczna
  - niskotemperaturowa
  - wysokotemperaturowa
  - z przemianą izotermiczną

- Obróbka cieplno-chemiczna
  - nasycanie jednym pierwiastkiem
  - nasycanie wieloma pierwiastkami

- Obróbka cieplno-magnetyczna